# 扭梗附地菜
扭梗附地菜（学名：Trigonotis delicatula）为紫草科附地菜属的植物，是中国的特有植物。分布于中国大陆的四川、云南等地，生长于海拔3,000米至4,200米的地区，一般生于高山草地、山地疏林及岩石缝隙，目前尚未由人工引种栽培。